# گولوپ
گولوپ (به مجاری:  Golop) یک شهرداری در مجارستان است که در ناحیه سرنچ واقع شده‌است. گولوپ ۹٫۴۳ کیلومتر مربع مساحت و ۶۳۹ نفر جمعیت دارد.